# 谢利措农村居民点
谢利措农村居民点（俄语：Селецкое сельское поселение）是俄罗斯联邦弗拉基米尔州苏兹达尔区所属的一个农村居民点。其下辖有57个居民点，行政中心为谢利措。据2016年统计，该农村居民点的人口为7873人。